# Jagdstaffel 11
La Jagdstaffel 11 (in tedesco: Königlich Preußische Jagdstaffel Nr 11, abbreviato in Jasta 11) è stata una squadriglia (staffel) da caccia della componente aerea del Deutsches Heer, l'esercito dell'Impero tedesco, durante la prima guerra mondiale (1914-1918). È stata la squadriglia da caccia con il maggior numero di vittorie aeree ottenute dalla Luftstreitkräfte.

## Storia
La Jagdstaffel 11 viene fondata il 28 settembre del 1916 dall'unione delle Kampfeinsitzerkommandos (o KEKs) numero 1, 2 e 3 in servizio presso la 4ª armata dell'esercito prussiano.
Il primo comandante della squadriglia fu l'Oberleutnant Rudolf Lang, dalla sua mobilitazione a Brayelles fino al 14 gennaio 1917. L'attività di questa unità in quel periodo fu abbastanza limitata.
Con la nomina a comandante del ventiquattrenne capitano di cavalleria (Rittmeister) Manfred von Richthofen avvenuta il 16 gennaio 1917, l'unità ha iniziato il suo percorso verso la fama. Von Richthofen, conosciuto anche come "Barone Rosso" per il fatto che gli aerei che pilotava venivano pitturati tutti di rosso per una migliore identificazione durante il combattimento, era già un abile pilota tattico e asso grazie alla sua esperienza di molti mesi di servizio nella Jagdstaffel 2. Prima di divenire comandante della Jasta 11 aveva già 16 vittorie aeree confermate ed era stato insignito della più prestigiosa onorificenza dell'Impero tedesco, il Pour le Mérite.
Il primo aerodromo dell'unità è stato quello di Douai-Brayelles per poi essere spostato nei pressi di Roucourt per supportare al meglio le operazioni compiute dalla 6ª armata sul fronte di Arras. La Jasta 11 venne equipaggiata inizialmente con l'eccellente sesquiplano da caccia Albatros D.III. Tra il 22 gennaio 1917 e la fine di marzo la Jagdstaffel 11 ha ottenuto circa 36 vittorie aeree. Con l'inizio della Battaglia di Arras si ebbe un significativo aumento del numero di vittorie aeree con l'unità che rivendicava 89 velivoli distrutti nel solo mese di aprile su un totale di 298 abbattimenti ottenuti da tutte le squadriglie tedesche. Questa decimazione che avvenne nei confronti della Royal Flying Corps viene ricordato come "Bloody April" (aprile di sangue).
Il 26 luglio del 1917 la Jasta 11 entra a far parte della Jagdgeschwader 1, una formazione d'élite comprendente anche le Jagdstaffeln 4, 6, 10 e conosciuta anche con il nome di "circo volante" per l'utilizzo di colori sgargianti, con i quali i piloti della squadriglia dipinsero i propri velivoli e per loro spericolate manovre acrobatiche.
Nel mese di settembre 1917 la Jasta 11 venne dotata dei nuovi triplani Fokker Dr.I, sostituiti poi nell'aprile-maggio 1918 dai nuovi e più performanti Fokker D.VII che saranno utilizzati fino alla fine della guerra.
Manfred von Richthofen è rimasto al comando della Jasta 11 fino al 26 giugno 1917, giorno in cui fu chiamato a comandare la Jagdgeschwader lasciando il posto al suo vice, tenente Karl Allmenröder. Dopo la morte di quest'ultimo, il giorno dopo la sua nomina, il comando fu assunto dal pilota tenente Kurt Wolff. Nel mese di settembre Wolff venne ferito e l'Oberleutnant Wilhelm Reinhard assunse la carica fino a quando Wolff non tornò. Poco dopo, il 15 settembre, Wolff venne ucciso in azione e Lothar von Richthofen prese il comando. La Jasta 11 ebbe una serie sconcertante di altri comandanti temporanei, soprattutto durante le frequenti assenze dal fronte di Lothar von Richthofen per rimettersi dalle ferite. L'Oberleutnant Erich Rüdiger von Wedel è stato l'ultimo Staffelführer (comandante) della Jagdstaffel 11, dal settembre del 1918 fino alla fine della guerra. La Jasta è stata smobilitata a Darmstadt il 16 novembre 1918.
Nell'unità prestavano servizio anche Karl Emil Schäfer, Sebastian Festner e Hermann Göring.
Alla fine della prima guerra mondiale la Jagdstaffel 11 risultava la squadriglia con il più alto numero di vittorie aeree confermate, con 350 abbattimenti. La prima vittoria venne assegnata il 23 gennaio 1917, la 100ª il 23 aprile, la 200ª il 17 agosto, la 250ª il 2 aprile 1918 e la 300ª il 28 giugno 1918. 
Almeno 26 piloti sono divenuti assi dell'aviazione tedesca e molti di questi furono scelti per comandare altre squadriglie della forza aerea tedesca. Di contro, la Jasta 11 perse 17 piloti, 2 furono fatti prigionieri di guerra, 2 piloti morirono in incidenti di volo e 19 furono feriti in azione.
Inoltre una foto della squadriglia diventerà lo spunto per il secondo album dei Led Zeppelin, Led Zeppelin II.

## Lista dei comandanti della Jagdstaffel 11

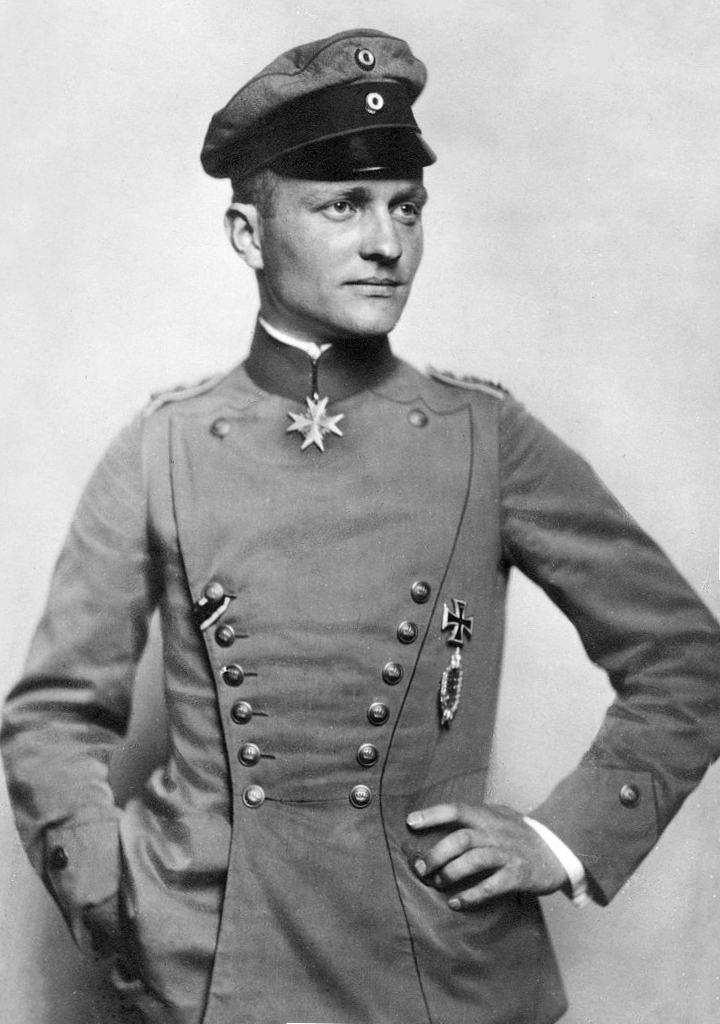
Manfred von Richthofen

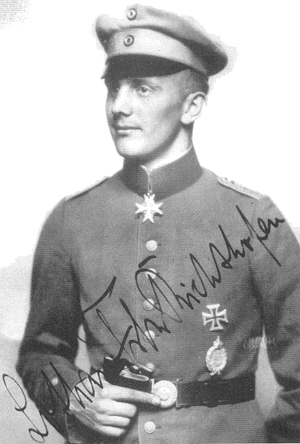
Lothar von Richthofen

Di seguito vengono riportati i nomi dei piloti che si succedettero al comando della Jagdstaffel 11.
| Grado        | Nome                        | Periodo                               |
| ------------ | --------------------------- | ------------------------------------- |
| Oberleutnant | Rudolf Emil Lang            | 11 ottobre 1916 - 14 gennaio 1917     |
| Leutnant     | Manfred von Richthofen      | 15 gennaio 1917 - 1 marzo 1917        |
| Leutnant     | Lothar von Richthofen       | 1 maggio 1917 - 13 maggio 1917        |
| Leutnant     | Karl Allmenröder            | 13 maggio 1917 - 15 giugno 1917       |
| Oberleutnant | Manfred von Richthofen      | 15 giugno 1917 - 26 giugno 1917       |
| Leutnant     | Karl Allmenröder            | 26 giugno 1917 - 27 giugno 1917       |
| Leutnant     | Kurt Wolff                  | 28 giugno 1917 - 11 luglio 1917       |
| Oberleutnant | Wilhelm Reinhard            | 11 luglio 1917 - 4 settembre 1917     |
| Leutnant     | Gibert-Wilhelm Groos        | 4 settembre 1917 - 11 settembre 1917  |
| Oberleutnant | Kurt Wolff                  | 11 settembre 1917 - 15 settembre 1917 |
| Leutnant     | Gibert-Wilhelm Groos        | 15 settembre 1917 - 25 settembre 1917 |
| Leutnant     | Lothar von Richthofen       | 25 settembre 1917 - 19 gennaio 1918   |
| Leutnant     | Hans-Georg von der Osten    | 19 gennaio 1918 - 16 febbraio 1918    |
| Leutnant     | Lothar von Richthofen       | 16 febbraio 1918 - 13 marzo 1918      |
| Leutnant     | Otto von Breiten-Landenberg | 13 marzo 1918 - 25 marzo 1918         |
| Leutnant     | Ernst Udet                  | 25 marzo 1918 - 8 aprile 1918         |
| Leutnant     | Hans Weiss                  | 8 aprile 1918 - 2 maggio 1918         |
| Leutnant     | Eberhard Mohnicke           | 2 maggio 1918 - 19 luglio 1918        |
| Leutnant     | Lothar von Richthofen       | 19 luglio 1918 - 26 luglio 1918       |
| Oberleutnant | Erich Rüdiger von Wedel     | 26 luglio 1918 - 14 agosto 1918       |
| Leutnant     | Eberhardt Mohnicke          | 14 agosto 1918 - 26 agosto 1918       |
| Leutnant     | Wolfram von Richthofen      | 26 agosto 1918 - 30 agosto 1918       |
| Oberleutnant | Erich Rüdiger von Wedel     | 31 agosto 1918 - 2 settembre 1918     |
| Leutnant     | Eberhardt Mohnicke          | 2 settembre 1918 - 4 settembre 1918   |
| Oberleutnant | Erich Rüdiger von Wedel     | 4 settembre 1918 - 22 ottobre 1918    |
| Leutnant     | Egon Koepsch                | 22 ottobre 1918 - 4 novembre 1918     |
| Oberleutnant | Erich Rüdiger von Wedel     | 4 novembre 1918 - 11 novembre 1918    |

## Lista degli aerei utilizzati della Jagdstaffel 11
- Halberstadt D.III
- Albatros D.III
- Fokker Dr.I
- Fokker D.VII

## Galleria d'immagini

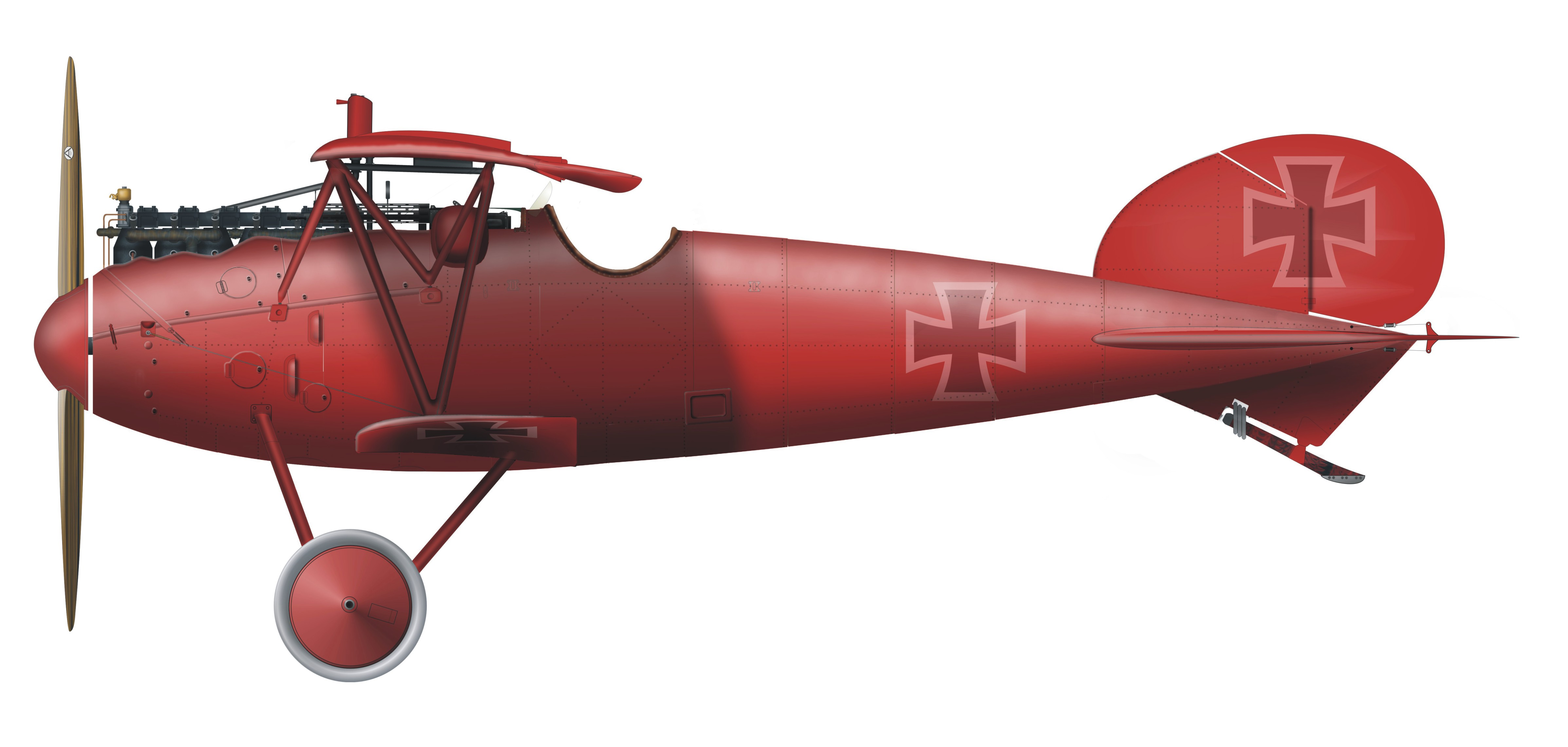
Albatros D.Va del Rittmeister Manfred von Richthofen con i colori dello Jasta 11.
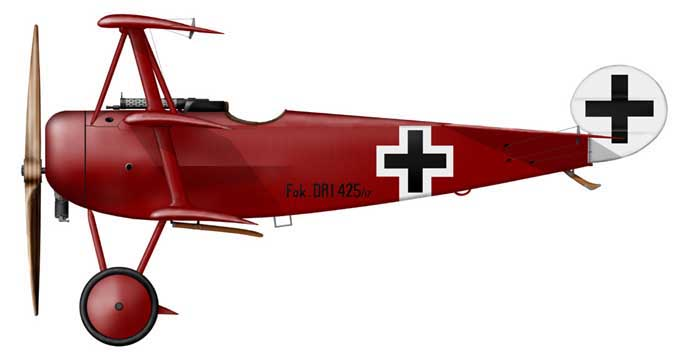
Fokker Dr.I del Rittmeister Manfred von Richthofen con i colori dello Jasta 11.